# Château d'eau de la gare de Strasbourg
Le château d'eau de la gare de Strasbourg est un monument historique situé à proximité de la gare centrale de Strasbourg.
Laissé à l'abandon après avoir perdu sa fonction d'origine, il a été réhabilité et accueille un musée consacré au vaudou depuis janvier 2014.

## Localisation
Ce bâtiment se trouve au 4, rue de Koenigshoffen à Strasbourg. Il jouxte le dépôt de locomotives situé à l'ouest de la gare centrale.

## Historique
Le château d'eau est construit en 1878, par l'administration allemande de l'époque, dans le cadre de la réalisation de la nouvelle gare de Strasbourg. Il alimentait en eau les locomotives à vapeur du dépôt voisin.
L'édifice fait l'objet d'une inscription au titre des monuments historiques depuis 1984.
Le musée vaudou s'y installe en janvier 2014. Ce dernier est renommé « Château Vodou », en référence au bâtiment qui l'abrite, en 2015.

## Architecture
Ce bâtiment de style néo-roman est l’œuvre de l’architecte berlinois Johann Eduard Jacobsthal. Il est également l'auteur du chemin de fer urbain de Berlin, de l'ancienne gare de Metz. Le château d'eau fait partie des premières constructions mises en route à la suite de l'annexion de l'Alsace-Lorraine. L'ensemble est massif, octogonal. Le soubassement  appareillé  est en grès rose. Un ouvrage en briques jaunes orné de croisillons en métal et de verrières géométriques couronne l'édifice. Les fondations de ce bâtiment devenu musée, trouvent leurs bases dans un ancien cimetière romain. Le bâtiment est restauré  par l’architecte Michel Moretti à la suite du rachat par Marc Arbogast en 2005. 

## Galerie

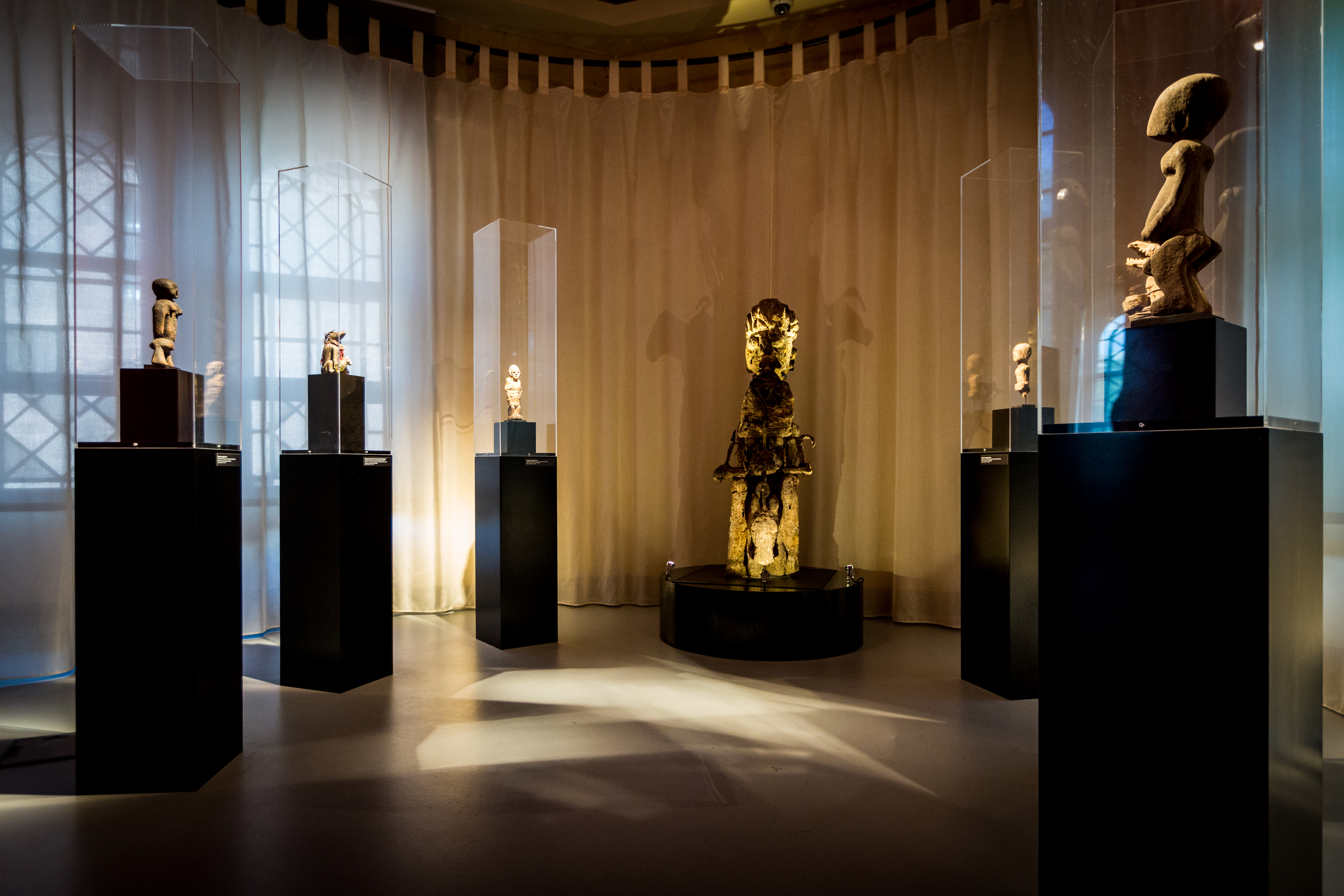
Le Musée Vodou, installé dans le château d’eau depuis janvier 2014.
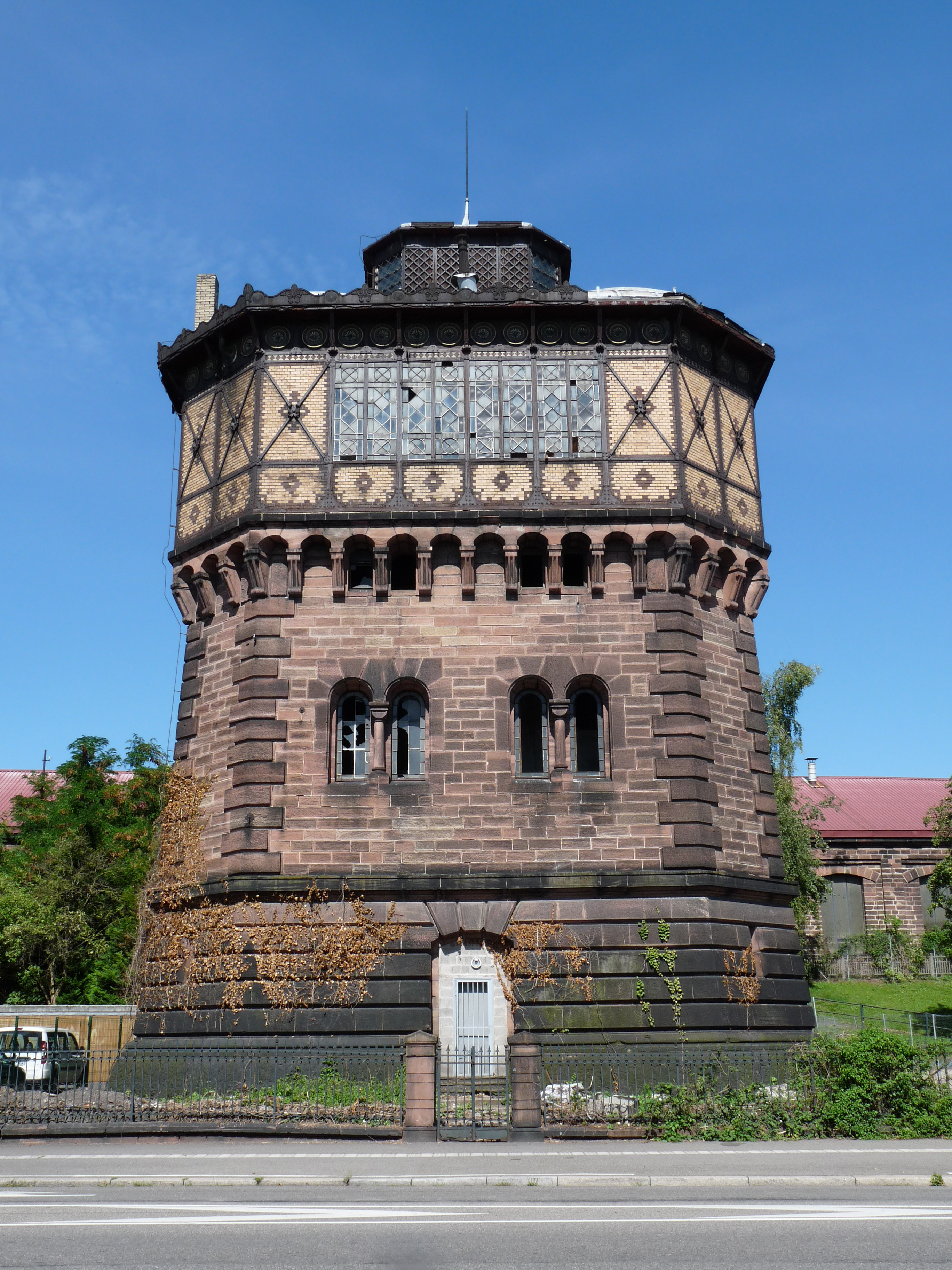
Avant rénovation.
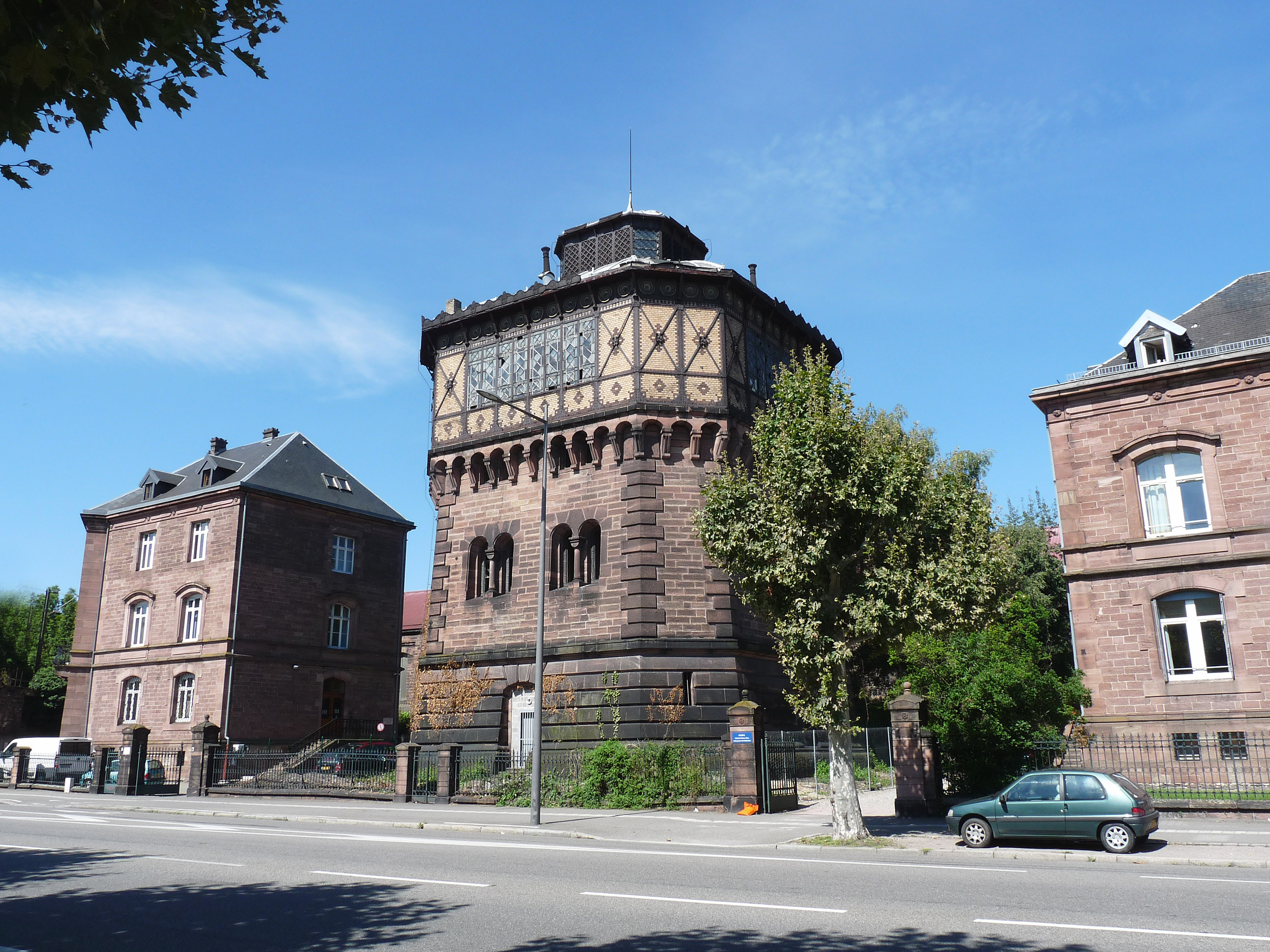
Le château d'eau dans son environnement, avant rénovation.
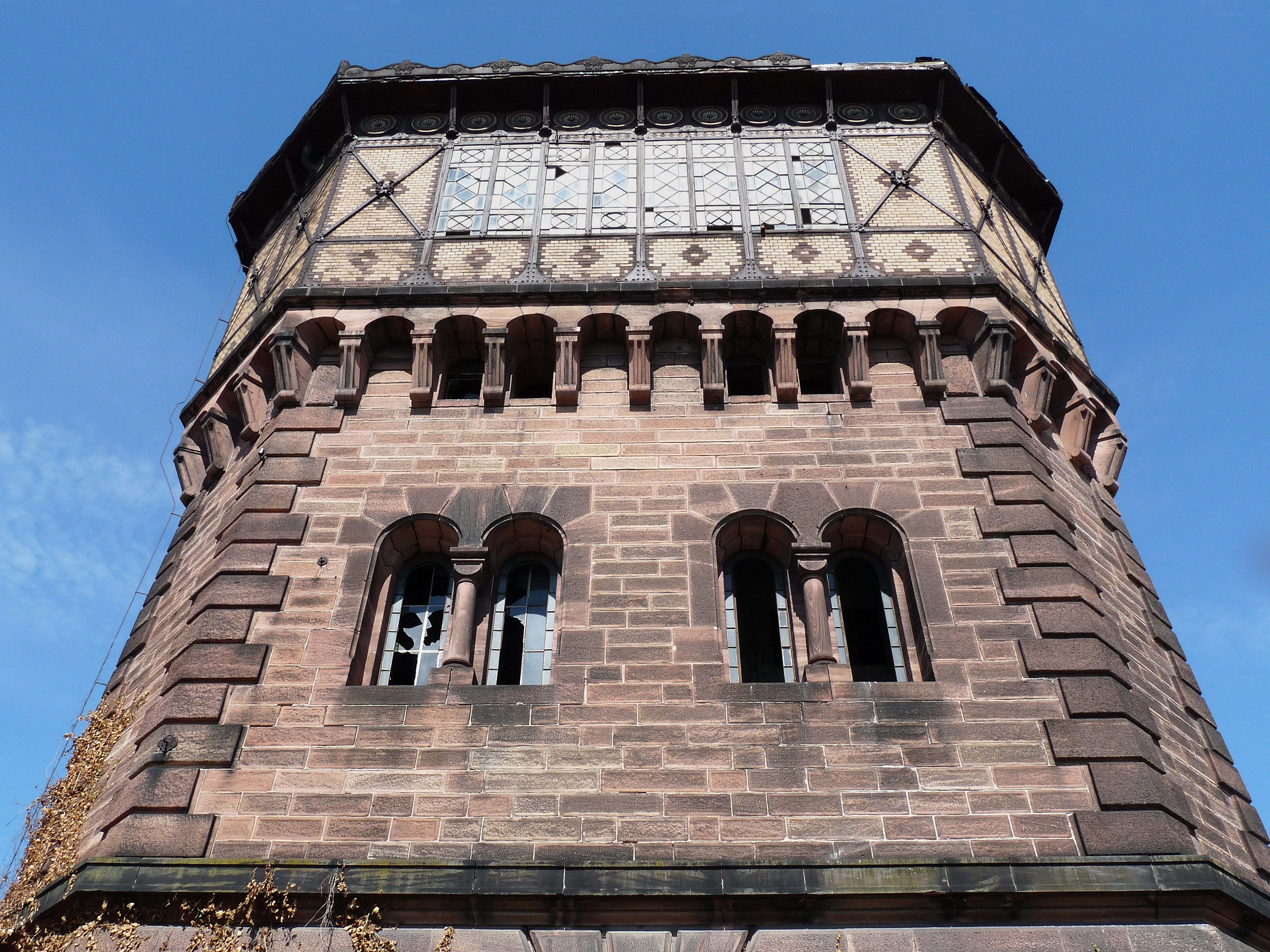
Détails.